# 로돌포 구치
로돌포 구치(이탈리아어: Rodolfo Gucci, 1912년 7월 16일~ 1983년 5월 15일)는 마우리치오 단코라(이탈리아어: Maurizio D'Ancora)라는 예명으로 활동한 이탈리아의 배우이자 기업가로 1929년에서 1946년 사이에 40편 이상의 영화에 출연했다. 그는 구치 가문의 일원이었다. 그의 외아들 마우리치오 구치는 그의 예명을 따서 이름 지어졌다.